# レイ・リーロ
レイ・リーロ（Rey Lee-Lo、1986年2月28日 - ）は、ユナイテッド・ラグビー・チャンピオンシップ、カーディフ・ラグビーカーディフ・ブルーズに所属するラグビー選手。

## プロフィール
- サモア・モトオチュア出身。
- ポジションはウィング(WTB)、センター(CTB)。
- 身長 180cm、体重 90kg
- サモア代表キャップは26(2020年5月現在）でラグビーワールドカップ2015・ラグビーワールドカップ2019のサモア代表に選ばれた[1]。

## 略歴
カウンティーズ・マヌカウ、ハリケーンズ、クルセイダーズ、ハリケーンズを経て、2015年、カーディフ・ブルーズ(現:カーディフ・ラグビー)に加入。